# Fühlingen

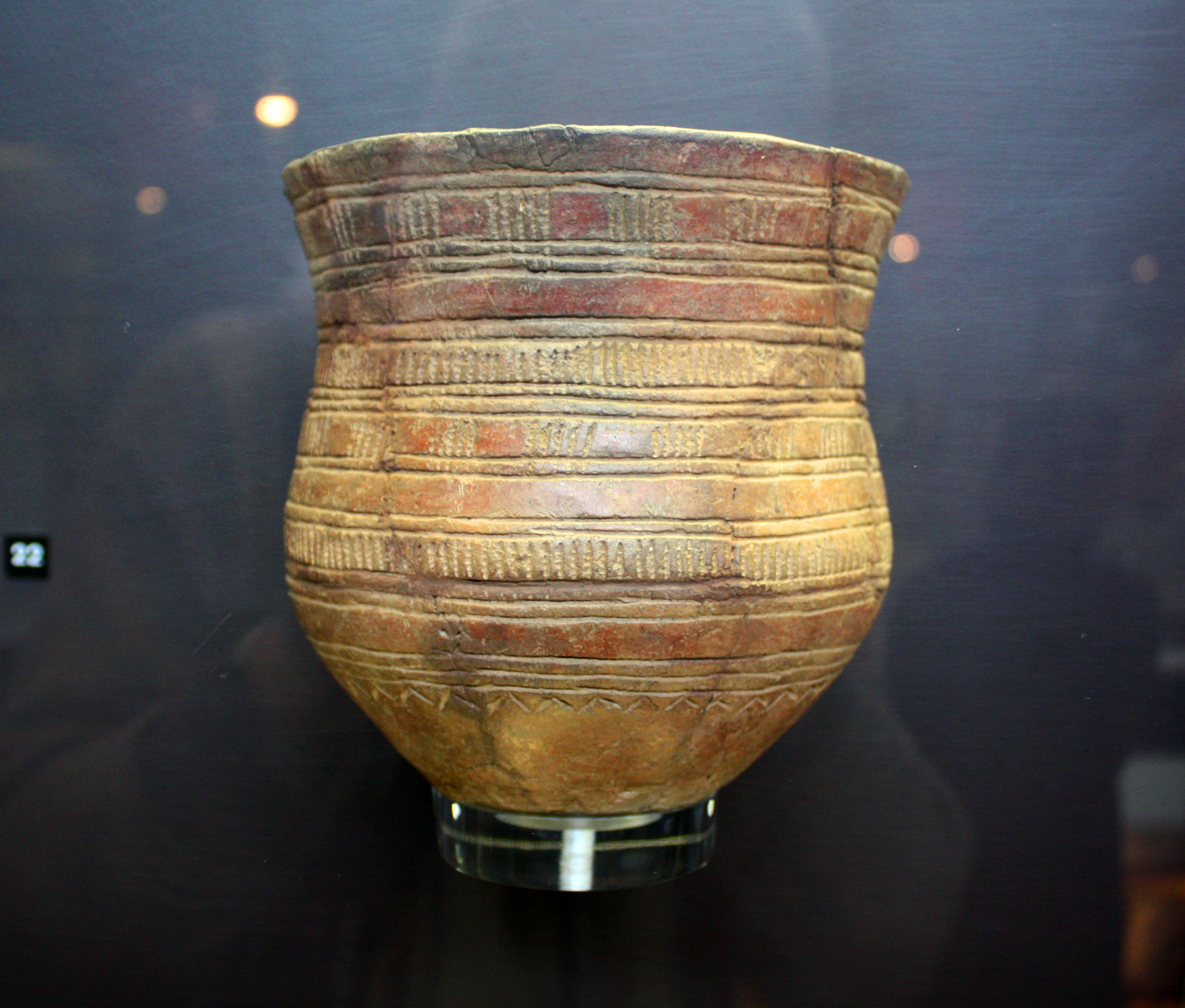
Fühlinger Glockenbecher aus der Jungsteinzeit. Römisch-Germanisches Museum Köln

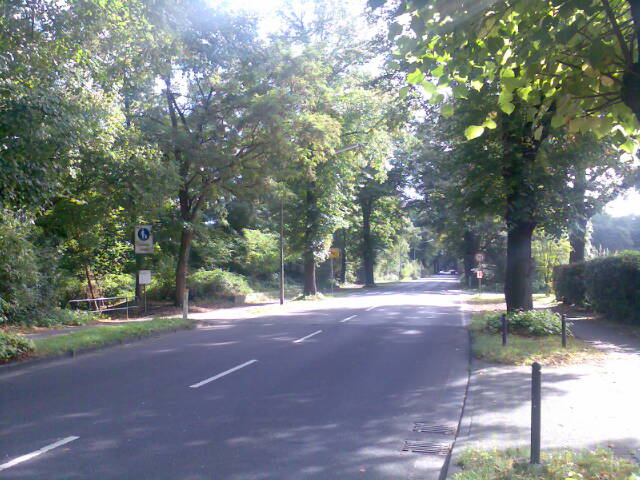
Kreuzungspunkt der ehemaligen Alwegbahntrasse mit der Neusser Landstraße, im Oktober 2006

Fühlingen ist ein nördlicher Stadtteil von Köln im Stadtbezirk Chorweiler. Überregional bekannt ist Fühlingen durch das südlich des Ortes gelegene Naherholungsgebiet Fühlinger See.

## Lage
Der Ort liegt im linksrheinischen Norden der Stadt Köln. Etwa zwei Kilometer östlich von Fühlingen fließt der Rhein. Östlich von Fühlingen liegt das Gewerbegebiet Feldkassel und nordöstlich die Ortslage Langel des Kölner Stadtteils Merkenich. Nordwestlich grenzt der Stadtteil Worringen an, westlich Blumenberg, Chorweiler und Seeberg.

## Geschichte
Durch seine Lage als hochwassersicherer Hügel westlich des Rheins wurde Fühlingen schon sehr früh besiedelt. Archäologische Funde von Siedlungsspuren gehen bis in die Jungsteinzeit zurück.
Im Gebiet des Fühlinger Sees gab es zur Römerzeit mehrere Ziegeleien.
Im Mittelalter lag der Ort im Schatten des größeren, nördlich gelegenen Worringen und bestand nur aus einigen Bauernhöfen. Landesherr war der Kölner Erzbischof.
Die zuständige Pfarrkirche war St. Amandus in Rheinkassel. In Fühlingen befand sich nur eine kleine Kapelle. Auch der Friedhof befand sich in Rheinkassel.
Die von den Franzosen 1798 vorgenommene und von den Preußen 1816 weitgehend übernommene kommunale Neugliederung ließ das Dorf zu einem Teil der Bürgermeisterei Worringen werden. Geändert wurde von den Preußen nur die Zuteilung zum Landkreis: Während die Franzosen die Bürgermeisterei Worringen dem Canton Dormagen zuschlugen, wiesen die Preußen die Bürgermeisterei dem Landkreis Köln zu. Wegen der zentralen Lage des Dorfes innerhalb der Bürgermeisterei befand sich von 1835 bis 1866 der Amtssitz des Bürgermeisters in Fühlingen. Doch die deutlich höhere Einwohnerzahl und der Bahnhof führten zur Rückverlegung nach Worringen.
Im 19. Jahrhundert errichtete die Bankiersfamilie Oppenheim wenige hundert Meter südlich des Ortes ein Gestüt mit eigener Pferderennbahn zu Trainingszwecken. Mit dem Erlös aus dem Grundverkauf war es der Fühlinger Bevölkerung möglich, 1887 die eigene Kirche, St. Marien, zu errichten. Bereits 1844 entstand ein kleines Schulgebäude auf der gegenüberliegenden Straßenseite. Die eigene Kirche erlaubte auch die Einrichtung eines eigenen Friedhofs, ca. 100 Meter östlich der Kirche. In St. Marien war der spätere Kölner Erzbischof Joseph Frings einige Jahre als Pfarrrektor tätig.
Im Jahre 1922 wurde die Bürgermeisterei Worringen nach Köln eingemeindet. Der Zweite Weltkrieg ließ den Ort trotz seiner Nähe zu den Chemiewerken in Leverkusen und Dormagen sowie den in der Umgebung Fühlingens stationierten Flak-Batterien fast unversehrt.
Seit dem 15. Juli 1954 gehörten die Ortschaften Kasselberg, Langel, Feldkassel und Rheinkassel, da sie nach Auffassung des Organisationsamtes der Stadt Köln zu klein waren, zum Stadtteil Fühlingen. Seit dem 7. Oktober 1963 gehören sie zu Köln-Merkenich.
Mitte der 1950er Jahre wurde bei Fühlingen eine Teststrecke für die Alwegbahn, eine Einschienenbahn, errichtet. Die Teststrecke wurde ab 1967 wieder abgerissen.
Gegen Mitte der 1960er Jahre plante die Stadt Köln, den ganzen Ort abzureißen, um eine grüne Trennungsschneise zwischen der geplanten Industrieschiene längs des Rheins und der Wohnbebauung der „Neuen Stadt“ Chorweiler zu errichten.
Nach heftigen Protesten der Anwohner wurde der Plan 1973 wieder fallen gelassen.

## Bevölkerungsstatistik
Struktur der Bevölkerung von Köln-Fühlingen (2021):
- Durchschnittsalter der Bevölkerung: 44,6 Jahre (Kölner Durchschnitt: 41,4 Jahre)
- Ausländeranteil: 12,8 % (Kölner Durchschnitt: 19,3 %)
- Arbeitslosenquote: 6,2 % (Kölner Durchschnitt: 8,6 %)

## Kultur und Freizeit

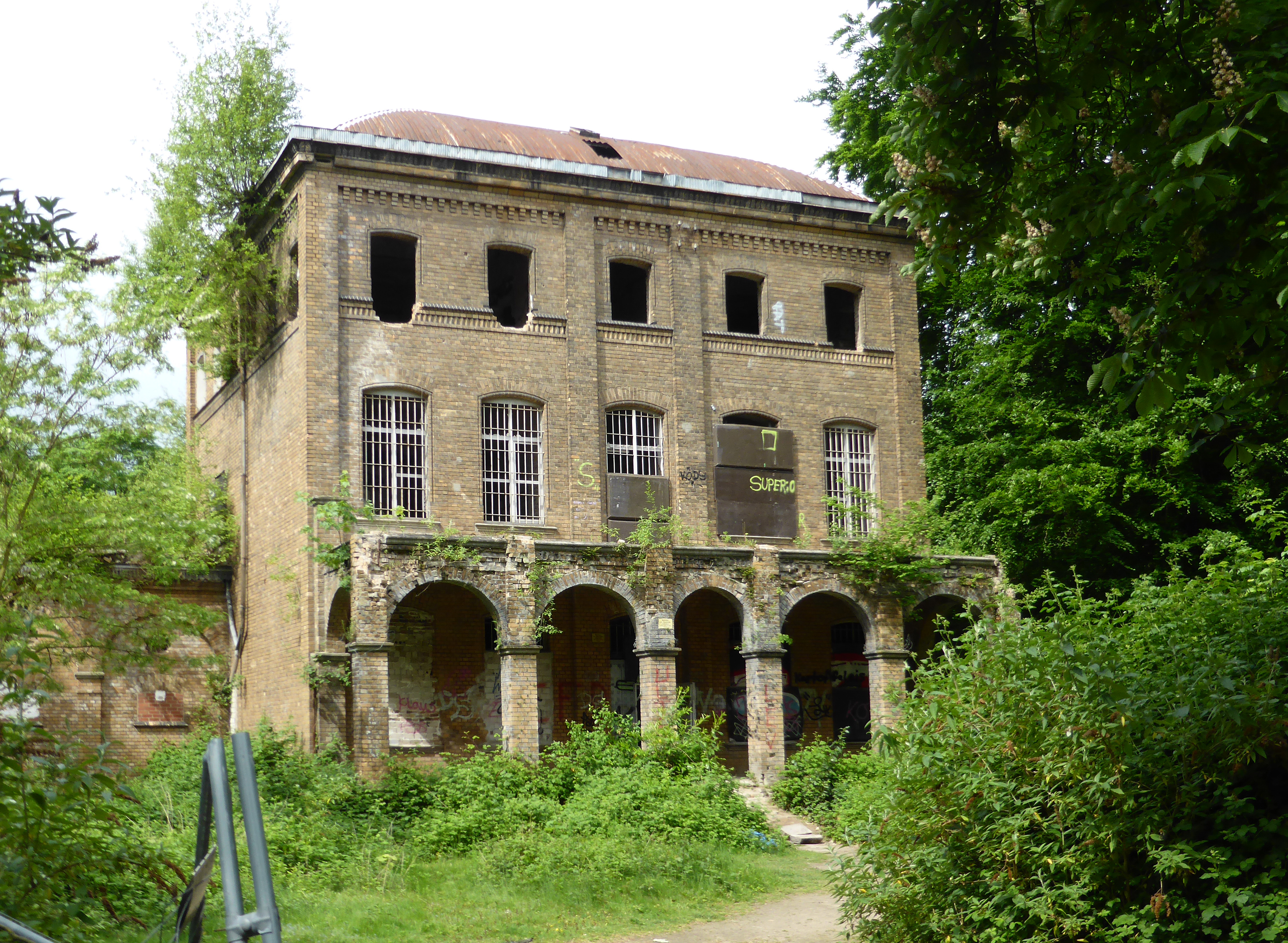
Herrenhaus Villa Oppenheim

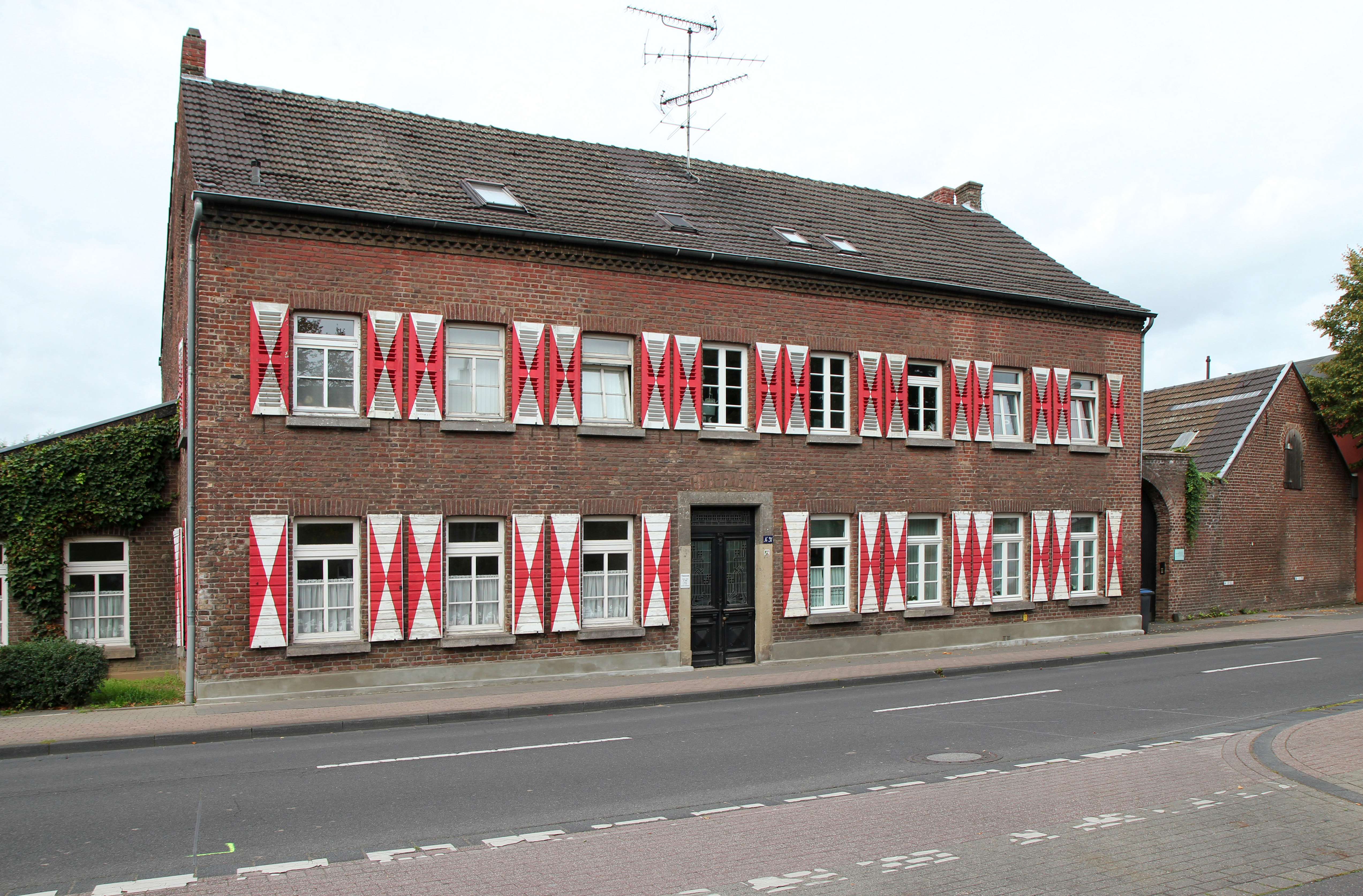
Denkmal, Neusser Landstraße 31

Katholische Kirche

Immer noch weist der Ort dörfliche Strukturen auf, obwohl am Westrand ein größeres Neubaugebiet entstand und auch innerhalb des Ortes zahlreiche Ein- und Zweifamilienhäuser entstanden.
Durch die Siedlungsstruktur, die überschaubare Größe und die Lage inmitten von Feldern und am Fühlinger See ist der Ort ein beliebtes Wohngebiet.

### Bauten
- Haus Fühlingen: Hierbei handelt es sich um die Reste eines ehemals denkmalgeschützten Gestüts aus der Zeit um 1880, erbaut von Eduard Freiherr von Oppenheim. Das Herrenhaus ist 2,5-geschossig und besitzt eine Loggia mit einer Freitreppe; zu der Villa gehörte zeitweise auch eine angrenzende Pferderennbahn.[3] Laut Zeitungsmeldung des Kölner Stadt-Anzeigers vom 30. Januar 2008 soll das Herrenhaus restauriert werden; geplant sind 32 Mietwohnungen. Bis zum April 2023 haben die Bauarbeiten allerdings noch nicht begonnen. Im Oktober 2023 wurde im Kölner Stadt-Anzeiger berichtet, dass der Villa aufgrund des fortschreitenden Verfalls der Bausubstanz der Denkmalstatus aberkannt wurde, was den Weg für einen Abbruch des Hauses ebnen würde.[4]

- Bauernhöfe: In Fühlingen befinden sich mehrere alte Bauernhöfe, von denen nur noch wenige bewirtschaftet werden. So ein ehemaliger Hof an der Neusser Landstraße 31. Dabei handelt es sich um eine geschlossene Hofanlage aus der Zeit um 1870. An der Arenzhofstraße ist der Arenzhof aus dem Jahre 1812. Der Heinrichshof, der noch bewirtschaftet wird, wurde um 1890 errichtet. Der in Wohnungen umgebaute Kriegerhof entstand 1892 und besitzt einen Wappenstein. Letztlich gibt es noch den Schmittenhof von 1870, der auch eine Toreinfahrt besitzt. Des Weiteren existieren auch noch viele kleine Höfe, welche größtenteils mehrfach umgebaut wurden.

- Fachwerkhaus: Mitten im Ort an der Neusser Landstraße befindet sich ein mittlerweile geschlossenes Gasthaus aus dem Jahre 1752.[5] Es ist ein zweigeschossiges Fachwerkhaus.

- St. Marien: Die Kirche wurde 1887/88 errichtet und 1934 erweitert. Architekten waren Carl Rüdell und Richard Odenthal, welche später auch die Agneskirche in der Kölner Neustadt entwarfen. Der ehemalige Fühlinger Pfarrer Albert Paessens, Mitglied der erzbischöflichen Kunstkommission, sorgte in den 1960er bis 1980er Jahren für eine stimmige, überwiegend neugotische Ausstattung „seiner“ Kirche, welche er aus zahlreichen Kirchen im In- und Ausland zusammentrug.

## Infrastruktur

### Verkehr
Die Bundesstraße 9 führt durch den Ort. Außerdem wurde im Juni 2016 nach über dreißigjähriger Planungs- und Bauzeit eine Umgehungsstraße fertiggestellt. Diese dient auch als Zubringer zur Bundesautobahn 1. Durch Fühlingen verläuft die Buslinie 120: Blumenberg – Chorweiler – Fühlingen – Worringen – Roggendorf/Thenhoven.

### Schule
Die Grundschule existierte als ehemalige Volksschule seit ca. 1880. Sie war 1905 und in den 1930er Jahren erweitert worden. Am Ende der 1970er Jahre wurde sie wegen nicht ausreichender Schülerzahlen geschlossen. Seitdem liegt die für Fühlingen zuständige Grundschule in Seeberg, etwa drei Kilometer entfernt.

### Kindergarten
Zwar ist Fühlingen für eine Grundschule zu klein, doch reicht die Zahl der Kinder für einen Kindergarten aus.